# Remigio Yegros
Remigio Félix Yegros Fernández, detto Chichito (Encarnación, ... – 26 aprile 2008), è stato un cestista paraguaiano.
Era il fratello di Francisco Yegros.

## Carriera
Con il Paraguay ha disputato i Campionati sudamericani del 1958 e quelli del 1960.